# 三島神社 (西予市)
三島神社（みしまじんじゃ）は、愛媛県西予市宇和町にある三島・大山祇信仰の神社。
大蔵山の山麓に位置するため、他の三島神社と区別して「大蔵山三島神社」とも呼ばれる。宇和総鎮守として崇敬される。

## 概要
創建は936年。押領使の越智好方が藤原純友の乱を鎮めるため、大三島の大山祇神社から勧請したことに始まる。そのとき、明浜町の俵津浦に御神体を乗せた御船着が着いたため、この辺りを宮崎と呼ぶようになった。付近には宮崎川などの地名が残る。
中世には伊予西園寺家の氏神として、江戸時代には宇和島藩伊達家から崇敬された。1871年郷社に、1907年には県社に列した。

## 祭神
- 大山積大神
- 別雷大神
- 高龗大神

境内社
- 厳島神社
- 明治神社

境内由緒板には、相殿：伊邪那岐命、豊受姫命、市杵島姫命、大物主命、少彦名命、速玉男命とある。

## 文化財
- 金幣（県指定有形文化財）[3]

1568年に起きた伊予国最大級の戦い、鳥坂峠の戦いの慰霊として、1569年に西園寺公次と宇都宮貴綱が奉納。なお、西園寺は河野方、宇都宮は土佐一条方として参戦したようである。